# Trieste Photo Days

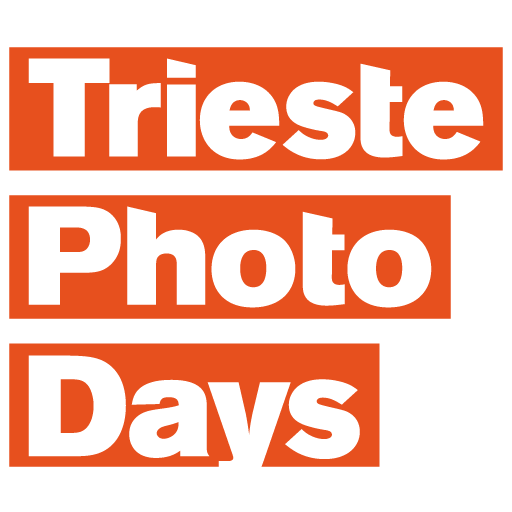

Trieste Photo Days è il festival internazionale di fotografia che dal 2013 accoglie a Trieste e nel resto del Friuli-Venezia Giulia una selezione di fotografie provenienti da tutto il mondo. Il Festival si articola in rassegne di mostre, eventi, incontri con fotografi internazionali, talk, workshop, masterclass, premiazioni dei contest e presentazioni di progetti editoriali inediti. Il Trieste Photo Days è organizzato dalle associazioni culturali dotART e Exhibit Around APS, con il supporto del Comune di Trieste – Assessorato alle Politiche della Cultura e del Turismo. L'evento include una varietà di esposizioni di fotografi sia italiani che stranieri.
Il festival si svolge tra fine ottobre e inizio novembre. Il Trieste Photo Fringe è un'iniziativa a margine della manifestazione, presente in vari locali del centro città.
Il festival presenta contenuti legati a progetti collettivi di Exhibit Around (associazione organizzativa del festival), che ogni anno organizza numerosi concorsi aperti a fotografi di tutto il mondo, dando origine a mostre e pubblicazioni fotografiche e al concorso Urban Photo Awards.
Durante la decima edizione del festival, nel 2023, sono state esposte oltre 1600 fotografie realizzate da più di 700 fotografi provenienti da varie parti del mondo.